# Beauvoir-en-Royans
Beauvoir-en-Royans é uma comuna francesa na região administrativa de Auvérnia-Ródano-Alpes, no departamento de Isère. Estende-se por uma área de 2,1 km². Em 2010 a comuna tinha 95 habitantes (densidade: 45,2 hab./km²).